# Nørreportcentret
Nørreportcentret er et indkøbscenter i flere etager i den nordlige ende af gågaden i Holstebro. Det er imidlertid kun stueetagen, der rummer butikker. De øvrige etager er klinikker med bl.a. læge, tandlæge og øjenlæge.
Centret indeholder butikker som:
- Bog & Idé
- The Burger Concept
- H&M
- Koala Apotek
- Matas
- Rema 1000
- Søstrene Grene
- Flying Tiger Copenhagen
- Mr. Holstebro
- Creativ Shop

56°21′43.94″N 8°37′12.53″Ø / 56.3622056°N 8.6201472°Ø